# Clark County (Arkansas)
 For alternative betydninger, se Clark County. (Se også artikler, som begynder med Clark County)
Clark County er et county i den amerikanske delstat Arkansas.
34°05′20″N 93°09′50″V / 34.088888888889°N 93.163888888889°V